# Anna Maria Jokl
Anna Maria Jokl (* 23. Januar 1911 in Wien, Österreich-Ungarn; † 21. Oktober 2001 in Jerusalem) war eine österreichisch-israelische Schriftstellerin, Journalistin und Psychotherapeutin.

## Leben

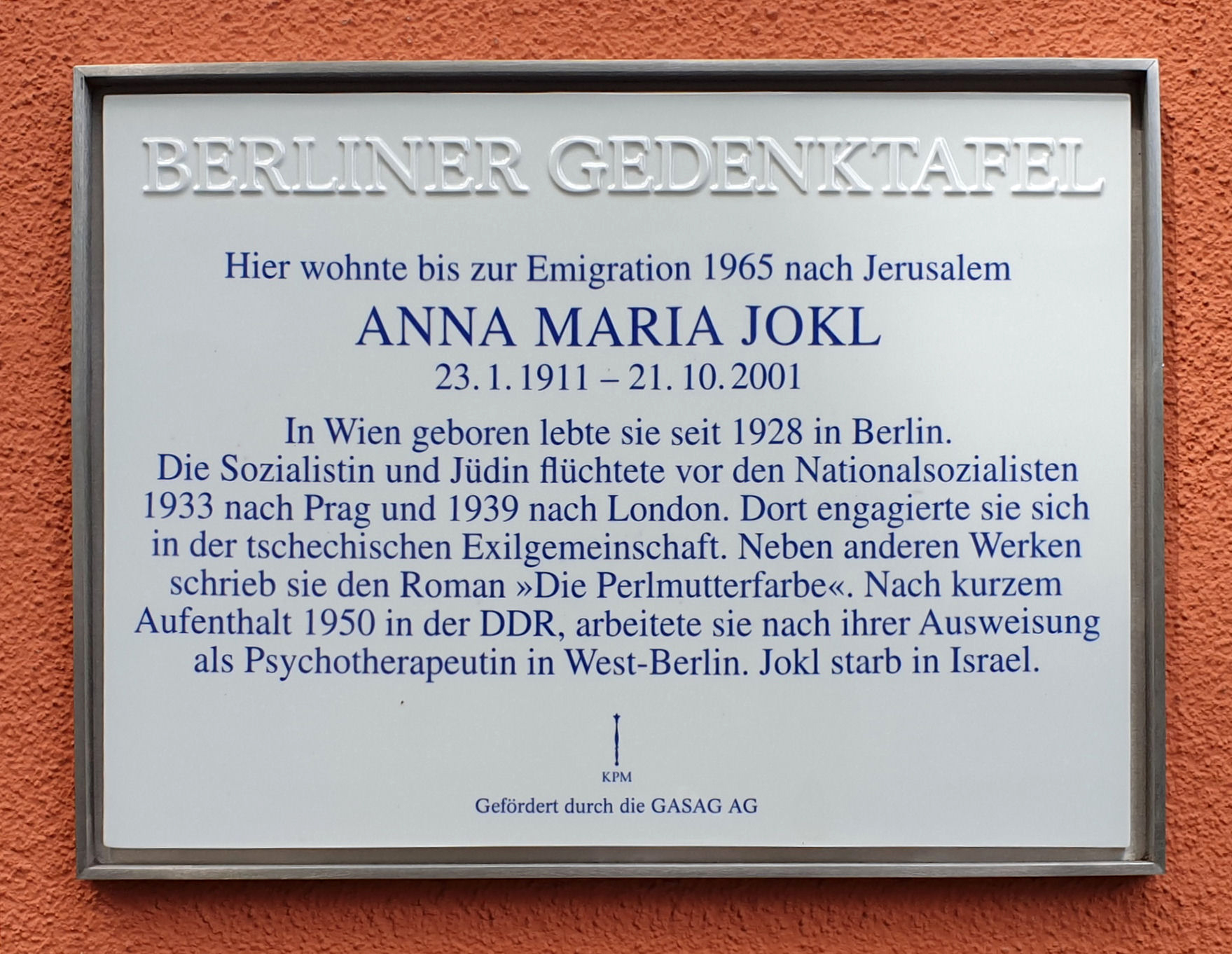
Berliner Gedenktafel am Haus, Sächsische Straße 23, in Berlin-Wilmersdorf

Anna Maria Jokl kam in einem assimilierten jüdischen Elternhaus in Wien zur Welt. 1927 siedelte die Familie nach Berlin über. Jokl arbeitete als Dramaturgin für die UFA, als Journalistin und als Drehbuchautorin. Bei der Uraufführung ihres Experimentalfilms Tratsch im Mai 1933 in Berlin durfte ihr Name als Autorin bereits nicht mehr genannt werden.
1933 ging sie mit der ersten Flüchtlingswelle ins Exil nach Prag, wo ihre beiden bekanntesten Kinderbücher Die wirklichen Wunder des Basilius Knox (1937) und Die Perlmutterfarbe entstanden. 
Als am 15. März 1939 die „Rest-Tschechei“ besetzt wurde, floh Jokl über Polen nach England. Das Manuskript der Perlmutterfarbe musste sie zurücklassen. Es wurde später von ihrem Fluchthelfer über die Grenze gebracht. In London engagierte sie sich in sozialen Projekten, setzte sich etwa für die Errichtung eines Heims für Flüchtlingskinder ein, schrieb und inszenierte mit der Gruppe Young Czechoslovakia Theaterstücke für Kinder und begann 1945 mit dem Studium der Tiefenpsychologie, das sie 1949/50 am C. G. Jung-Institut in Zürich fortsetzte. Das Nichtbestehen ihrer Prüfung am Institut führte Anna Maria Jokl auf antisemitische Tendenzen bei Carl Gustav Jung und dessen Mitarbeiterin Toni Wolff zurück. Obwohl sie das angestrebte Diplom des Jung-Institutes nie erhielt, arbeitete sie später als Therapeutin, unter anderem für das Jüdische Krankenhaus in Berlin.
Erst 1948 erschien ihr Roman Die Perlmutterfarbe. Ein Kinderroman für fast alle Leute. 1950 zog Jokl aus Anlass einer geplanten Verfilmung der Perlmutterfarbe nach Ost-Berlin, wurde jedoch schon nach kurzer Zeit ohne Angabe von Gründen aus der DDR ausgewiesen. Das von Jokl verfasste Drehbuch wurde abgelehnt. Erst 2008 wurde das Buch von Regisseur Marcus H. Rosenmüller in Die Perlmutterfarbe filmisch umgesetzt, 2013 wurde es in einer Dramatisierung von Christoph Nußbaumeder für das Düsseldorfer Schauspielhaus auf die Bühne gebracht.
Von 1951 bis 1965 lebte und arbeitete Jokl als Psychotherapeutin und Publizistin in West-Berlin, bis sie „in historischer Konsequenz“ (Jokl) 1965 nach Jerusalem zog. Sie wurde Mitglied des Verbandes deutschsprachiger Schriftsteller in Israel und des P.E.N.-Zentrums deutschsprachiger Autoren im Ausland und widmete sich neben ihrer Arbeit als Psychotherapeutin wieder zunehmend der Literatur. 
Neben ihren stark autobiographischen Texten Essenzen (1993) und Die Reise nach London (1999) entstanden auch die psychoanalytische Studie Zwei Fälle zum Thema „Bewältigung der Vergangenheit“ (1968) sowie einige Übersetzungen aus dem Hebräischen und Jiddischen ins Deutsche, darunter Zvi Kolitz’ Jossel Rackower spricht zu Gott (1956). 1995 wurde ihr Werk mit dem Hans-Erich-Nossack-Preis ausgezeichnet.
2001 starb Anna Maria Jokl im Alter von 90 Jahren in Jerusalem. Anlässlich ihres 100. Geburtstages im Jahre 2011 erschienen unter dem Titel Aus sechs Leben autobiographische Aufzeichnungen, Briefe und Erzählungen aus dem Nachlass.

## Gedenken
Am 17. Juni 2025 wurde an ihrem ehemaligen Wohnort, Berlin-Wilmersdorf, Sächsische Straße 23, eine Berliner Gedenktafel enthüllt.

## Werke
- Das süße Abenteuer (Prag 1937)
- Basilius Knox. Román pro děti od 10 do 70 let (Prag 1937) (Deutsch: Die wirklichen Wunder des Basilius Knox. Ein Roman über die Physik für Kinder von 10 bis 70 Jahren, Insel Verlag, ISBN 978-3-45833588-7)
- Umělecké základy amatérského filmu (Prag 1938) (Deutsch: Die künstlerischen Grundlagen des Amateurfilms)
- Die Perlmutterfarbe. Ein Kinderroman für fast alle Leute (Berlin 1948), erschienen im Suhrkamp Verlag, ISBN 978-3-518-46039-9
- Die verzeichneten Tiere (Berlin 1950)
- Zwei Fälle zum Thema „Bewältigung der Vergangenheit“ (Jerusalem 1968), Jüdischer Verlag im Suhrkamp Verlag, ISBN 978-3-633-54136-2
- Essenzen (Jüdischer Verlag im Suhrkamp Verlag, Frankfurt am Main 1993, ISBN 978-3-633-54064-8)
- Die Reise nach London. Wiederbegegnungen (Suhrkamp, Frankfurt am Main 1999, ISBN 978-3-633-54157-7)
- Aus sechs Leben. Herausgegeben und mit einem Nachwort versehen von Jennifer Tharr. Mit einem Essay von Itta Shedletzky (Jüdischer Verlag im Suhrkamp Verlag, Berlin 2011, ISBN 978-3-633-54245-1)

## Übersetzungen
- Avner Carmi: Das unsterbliche Klavier. Die abenteuerliche und wahrhaftige Geschichte von dem verschollenen und wiedergefundenen Siena-Klavier (1965)
- Zvi Kolitz: Jossel Rackower spricht zu Gott (1956)